# ITF Junior Circuit
L'ITF Junior Circuit è una serie di tornei gestita dall'organo internazionale del tennis, l'ITF, riservati ai giocatori al di sotto dei diciotto anni. Come capita nei circuiti ATP e WTA vengono assegnati punti in base ai risultati nei tornei in modo da poter creare una classifica. A fine anno il migliore tennista e la migliore tennista vengono premiati quali ITF World Champion.

## Storia
Fondato nel 1977 con soltanto nove tornei disputati in sei Paesi, nel 2022 il circuito conta su oltre 650 tornei giocati in 140 diversi Paesi.
Questi tornei hanno permesso a molti giovani di competere ad alto livello internazionale e di mettere le basi per la carriera da professionisti. Tra gli ITF Junior World Champions sono presenti infatti tennisti che si sarebbero distinti anche nei circuiti professionistici ATP e WTA, quali Ivan Lendl, Pat Cash, Gabriela Sabatini, Martina Hingis, Marcelo Ríos, Andy Roddick, Amélie Mauresmo e Roger Federer. Tra il 1982 e il 2003 il titolo di campione annuale veniva assegnato sia nel singolare che nel doppio, dal 2004 sono in vigore le classifiche combinate che sommano i punti in singolare e quelli in doppio e viene assegnato il titolo a un solo ragazzo e a una sola ragazza.

## Distribuzione dei punti
I tornei juniores sono divisi in otto livelli che per ordine di importanza sono:
1. tornei juniores del Grande Slam e i Giochi olimpici giovanili;
2. ITF Juniors Finals, a cui partecipano gli/le 8 migliori singolaristi/e del circuito, non vengono disputate per i/le doppisti/e;
3. tornei di Grade A, tra i quali il Trofeo Bonfiglio in Italia, la Osaka Mayor's Cup in Giappone e l'Orange Bowl negli Stati Uniti;
4. tornei di Grade 1 e Grade B1;
5. tornei di Grade 2 e Grade B2;
6. tornei di Grade 3 e Grade B3;
7. tornei di Grade 4;
8. tornei di Grade 5.

La distribuzione dei punti per ogni livello, valida sia per i tornei maschili che per quelli femminili, è la seguente:

(NB: aggiornata alla revisione del giugno 2022)

### Singolare
| Categoria del torneo      | V       | F   | S       | QF              | 1/8 | 1/16 | Q  | S/Q |   |
| ------------------------- | ------- | --- | ------- | --------------- | --- | ---- | -- | --- | - |
| Grande Slam               | 1000    | 700 | 490     | 300             | 180 | 90   | 30 | 20  |   |
| Giochi olimpici giovanili | 1000    | 700 | 490     | 300             | 180 | 90   | -  | -   |   |
| ITF Juniors Finals        | 750     | 450 | 320 250 | 200 185 165 150 | -   | -    | -  | -   |   |
| Grade A                   | 500     | 350 | 250     | 150             | 90  | 45   | -  | -   |   |
| Grade 1 / B1              | 300     | 210 | 140     | 100             | 60  | 30   | -  | -   |   |
| Grade 2 / B2              | 200     | 140 | 100     | 60              | 36  | 18   | -  | -   |   |
| Grade 3 / B3              | 100     | 60  | 36      | 20              | 10  | 5    | -  | -   |   |
| Grade 4                   | 60      | 36  | 18      | 10              | 5   | -    | -  | -   |   |
|                           | Grade 5 | 30  | 18      | 9               | 5   | 2    | -  | -   | - |

### Doppio
| Categoria del torneo                  | V   | F   | S   | QF  | 1/8 |
| ------------------------------------- | --- | --- | --- | --- | --- |
| Grande Slam Giochi olimpici giovanili | 750 | 525 | 367 | 225 | 135 |
| Grade A                               | 375 | 262 | 187 | 112 | 67  |
| Grade 1 / B1                          | 225 | 157 | 105 | 75  | 45  |
| Grade 2 / B2                          | 150 | 105 | 75  | 45  | 27  |
| Grade 3 / B3                          | 75  | 45  | 27  | 15  | 7   |
| Grade 4                               | 45  | 27  | 14  | 7   | -   |
| Grade 5                               | 25  | 13  | 6   | 3   | -   |

(NB: L'ITF Junior Masters assegna 320 punti al 3º classificato, 250 al 4º e 200, 185, 165, 150 rispettivamente al 5º, 6º, 7º e 8º)